# Campeonato Brasileiro de Voleibol Masculino
Campeonato Brasileiro de Voleibol Masculino foi a primeira competição oficial a nível nacional organizada pela Confederação Brasileira de Voleibol, com o objetivo de profissionalizar o esporte no Brasil. Substituiu a antiga competição denominada Taça Brasil, disputada de 1968 a 1975. O Botafogo venceu a primeira edição, disputada na cidade mineira de Poços de Caldas ao derrotar na final o Paulistano.

## Histórico
Até a década de 1960, as competições de voleibol no Brasil só ocorriam em nível estadual, sem nenhuma competição nacional oficial. Em 1962 e 1963 disputou-se a Taça Guarani de Clubes Campeões vencidas pelo Grêmio Náutico União do Rio Grande do Sul e pelo Minas Tênis Clube de Minas Gerais, respectivamente. Em 1964 disputou-se a única edição do Campeonato Brasileiro de Clubes Campeões, vencido novamente pela equipes do Minas Tênis Clube. De 1968 a 1975 (com exceção de 1970) disputou-se a Taça Brasil. O Botafogo do Rio de Janeiro foi o grande vencedor, conquistando as edições de 1971, 1972 e 1975. Seu grande rival da época, o Paulistano, venceu as edições de 1973 e 1974. Santos (1968) e Randi (1969) venceram as outras edições.
Em 1976 surge o Campeonato Brasileiro de Clubes, competição que previamente seria disputada a cada dois anos, de 1976 a 1980, começou a ser disputada anualmente a partir de 1981 contando somente com equipes profissionais. O primeiro vencedor da era profissional foi o Atlântica Boavista do Rio de Janeiro, equipe que se consolidou como uma das maiores forças do voleibol brasileiro na década de 1980.
Na temporada 1988/1989 o Campeonato passa a ocorrer entre o segundo semestre de um ano e o primeiro do outro, adaptando-se assim às principais competições mundiais, surgindo a Liga Nacional.